# Anders Andersson i Hakarp
Anders Andersson (i riksdagen kallad Andersson i Hakarp), född 4 december 1834 i Reftele socken i Jönköpings län, död där 10 juli 1924, var en svensk lantbrukare och politiker.
Han var hemmansägare i Hakarp i Reftele socken i Jönköpings län. Andersson var ledamot av riksdagens andra kammare 1885–1893, invald i Västbo härads valkrets i Jönköpings län. Han tillhörde Lantmannapartiet 1885–1887 och Nya lantmannapartiet 1888–1893.